# 阿特·奥赫塔马
阿特·奥赫塔马（芬蘭語：Atte Ohtamaa，1987年11月6日—），芬兰男子冰球运动员。他曾代表芬兰参加2018年和2022年冬季奥林匹克运动会冰球比赛，其中2022年冬季奥运会获得一枚金牌。